# Sabbioneta
Sabbioneta est une commune italienne de la province de Mantoue, dans la région Lombardie.
Gouvernés par la maison de Gonzague, Mantoue et le duché de Sabbioneta sont liés par une même histoire mais aussi par une tradition urbanistique, architecturale et artistique commune fondée sur les principes de la Renaissance. À ce titre, les deux villes sont inscrites sur la liste du patrimoine mondial de l'humanité établie par l'Unesco en juillet 2008. Sabbioneta appartient également au circuit des « plus beaux villages d'Italie ».

## Géographie
Située à 33 km au sud-ouest de Mantoue, elle est à 5 km du Pô.

## Histoire
Elle est fondée par Vespasiano Ier de Gonzague entre 1554 et 1591, année de sa mort, entre l'Oglio et le Pô, à proximité du tracé de l'antique via Vitelliana. Dans l'esprit de Vespasiano, elle a avant tout vocation de forteresse capable de résister aux visées expansionnistes des États pontificaux, de la république de Venise et du duché de Mantoue alors gouverné par la branche aînée des Gonzague, même s'il veut aussi faire de cette ville la « cité idéale ».

## Culture
À Sabbioneta se trouvent de nombreux édifices historiques et plus particulièrement le Teatro all'Antica encore appelé Teatro moderno ou Teatro Olimpico construit par Vincenzo Scamozzi, entre 1588 et 1590 ; il s’agit du premier théâtre couvert conçu pour répondre aux exigences de la scénographie moderne.

La ville a servi de cadre pour le film de Bernardo Bertolucci, La Stratégie de l'araignée (1970) dans laquelle son nom a été changé en Tara.

## Administration
| Période                                  | Période | Identité | Étiquette | Qualité |
| ---------------------------------------- | ------- | -------- | --------- | ------- |
|                                          |         |          |           |         |
| Les données manquantes sont à compléter. |         |          |           |         |

### Hameaux
Breda Cisoni, Ca' de Cessi, Commessaggio Inferiore, Ponteterra, Villa Pasquali

### Communes limitrophes
Casalmaggiore, Commessaggio, Rivarolo del Re ed Uniti, Spineda, Viadana

## Lieux et monuments
Les principaux monuments de la ville sont :
- Palazzo Giardino et galerie des antiques : l'extérieur du bâtiment est construit en briques rouges, l'ensemble situé Piazza d'Armi (Place d'armes) dispose d'un rez-de-chaussée avec une longue galerie d'arcades et sous les toits une corniche sculptée. L'intérieur se compose de nombreuses salles richement décorées et ornées de fresques, parmi lesquelles : la salle des Trois Grâces (de style pompéien) ou la galerie des antiques (architecture en perspective).

- Teatro all'Antica (le théâtre à l'antique) : c'est le plus ancien théâtre indépendant couvert d'Europe. La galerie est ornée des divinités de l'Olympe, et de nombreuses fresques qui donnent l'impression que des spectateurs regardent la salle.

- Palazzo Ducale : toutes les salles sont ornées de plafonds sculptés en cèdre du Liban. Dans la salle des cavaliers (sala delle Aquile), on peut admirer quatre statues équestres (à l'origine il y en avait dix, mais un incendie les a détruites en partie), il reste aussi cinq bustes - partiellement carbonisés.
- Église de l'Incoronata
- Église Santa Maria Assunta
- La Porta Imperiale et la porta della Vittoria : les deux entrées monumentales de la ville.
- La synagogue et l'ancien quartier juif, dont la communauté s'est peu à peu éteinte dans les années 1920[4].

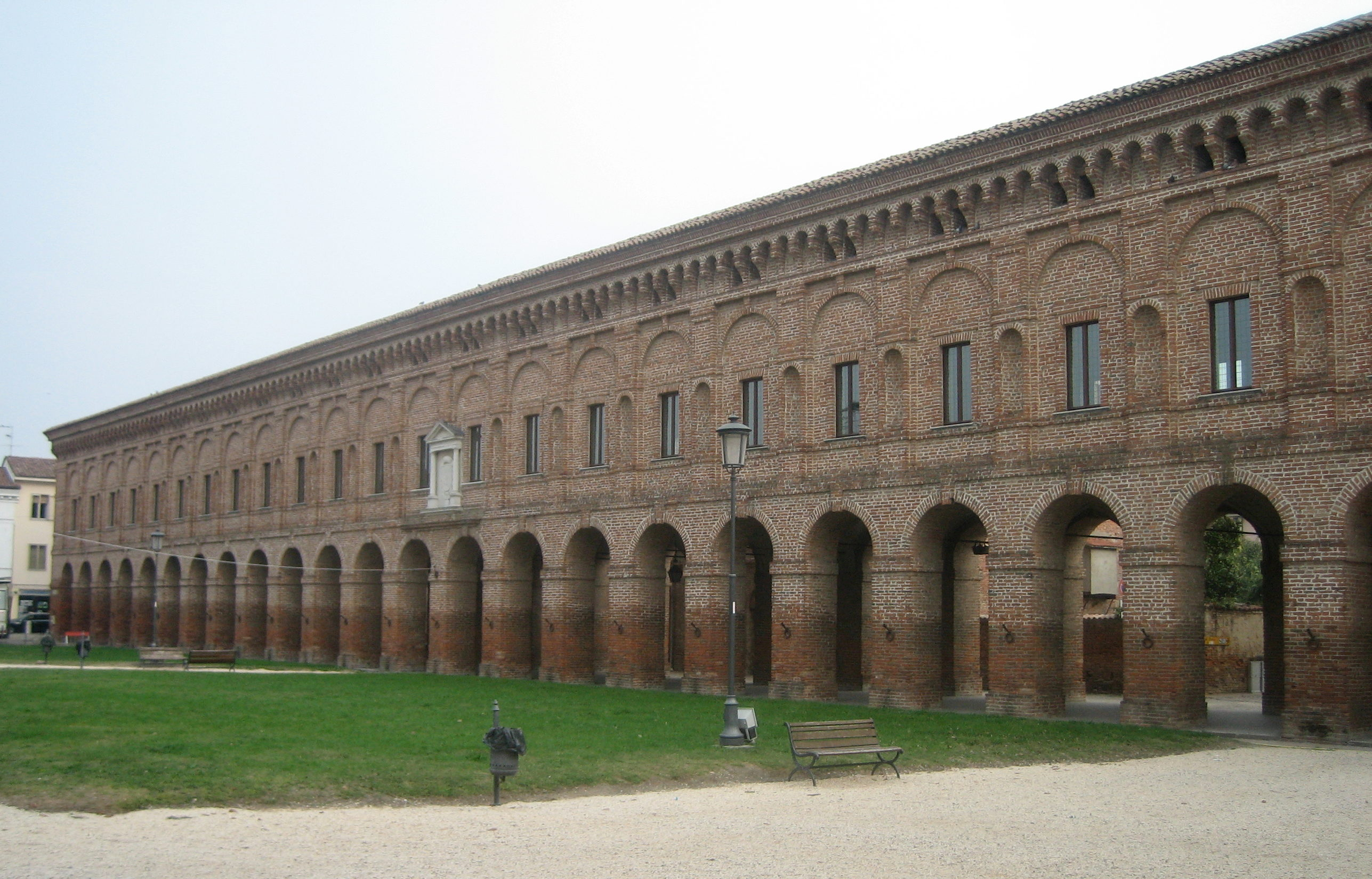
Palazzo Giardino.
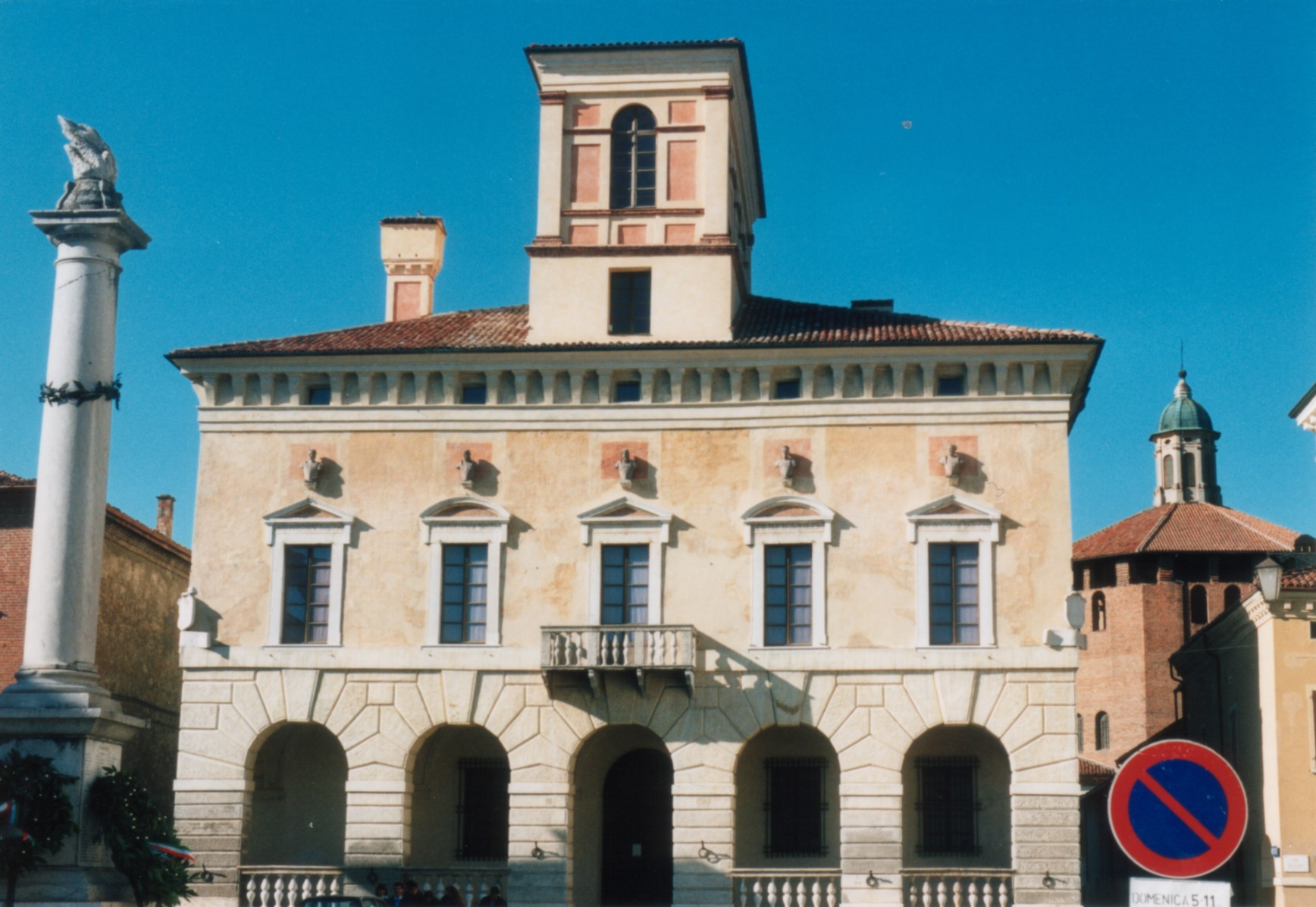
Palazzo Ducale.
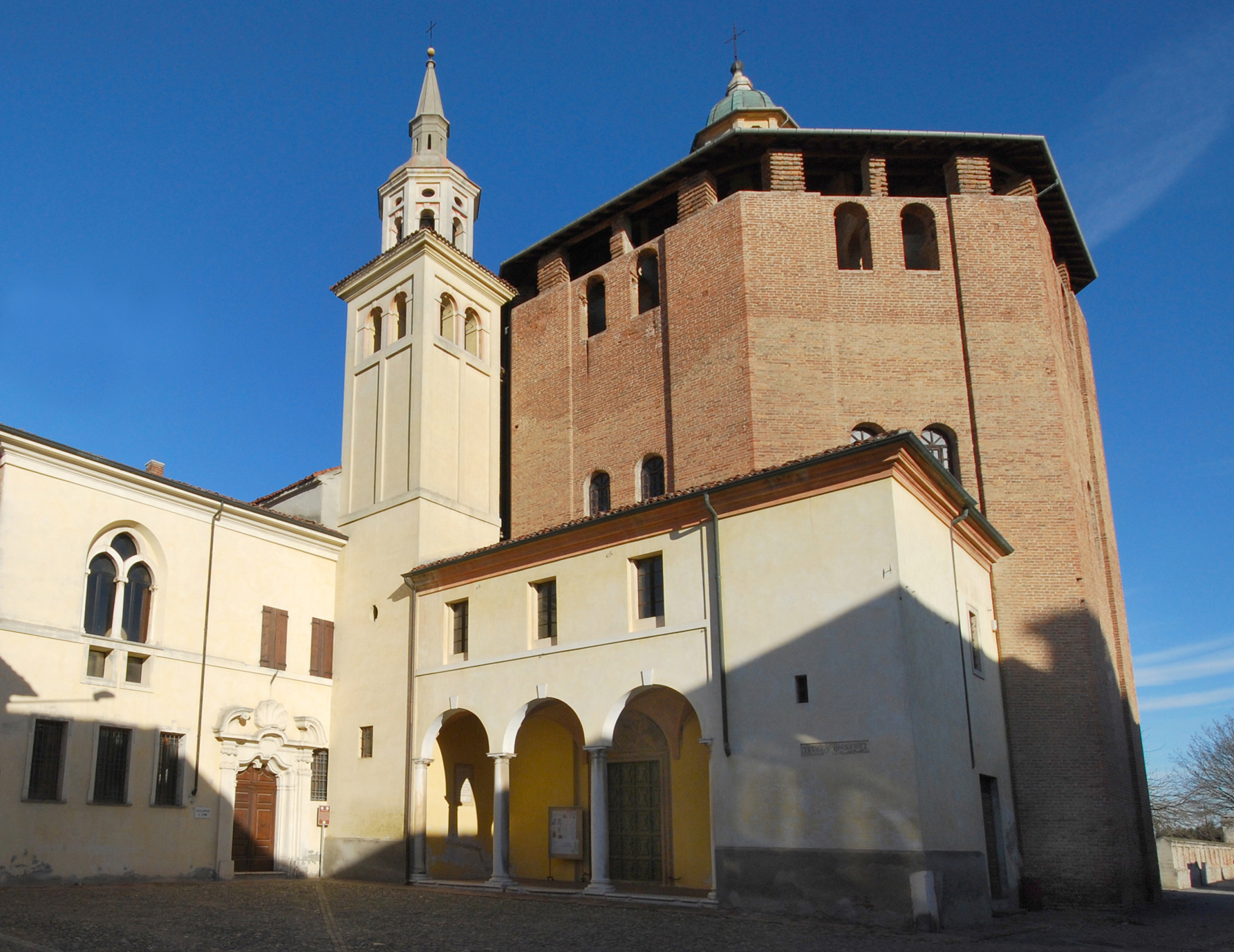
Chiesa dell'Incoronata.
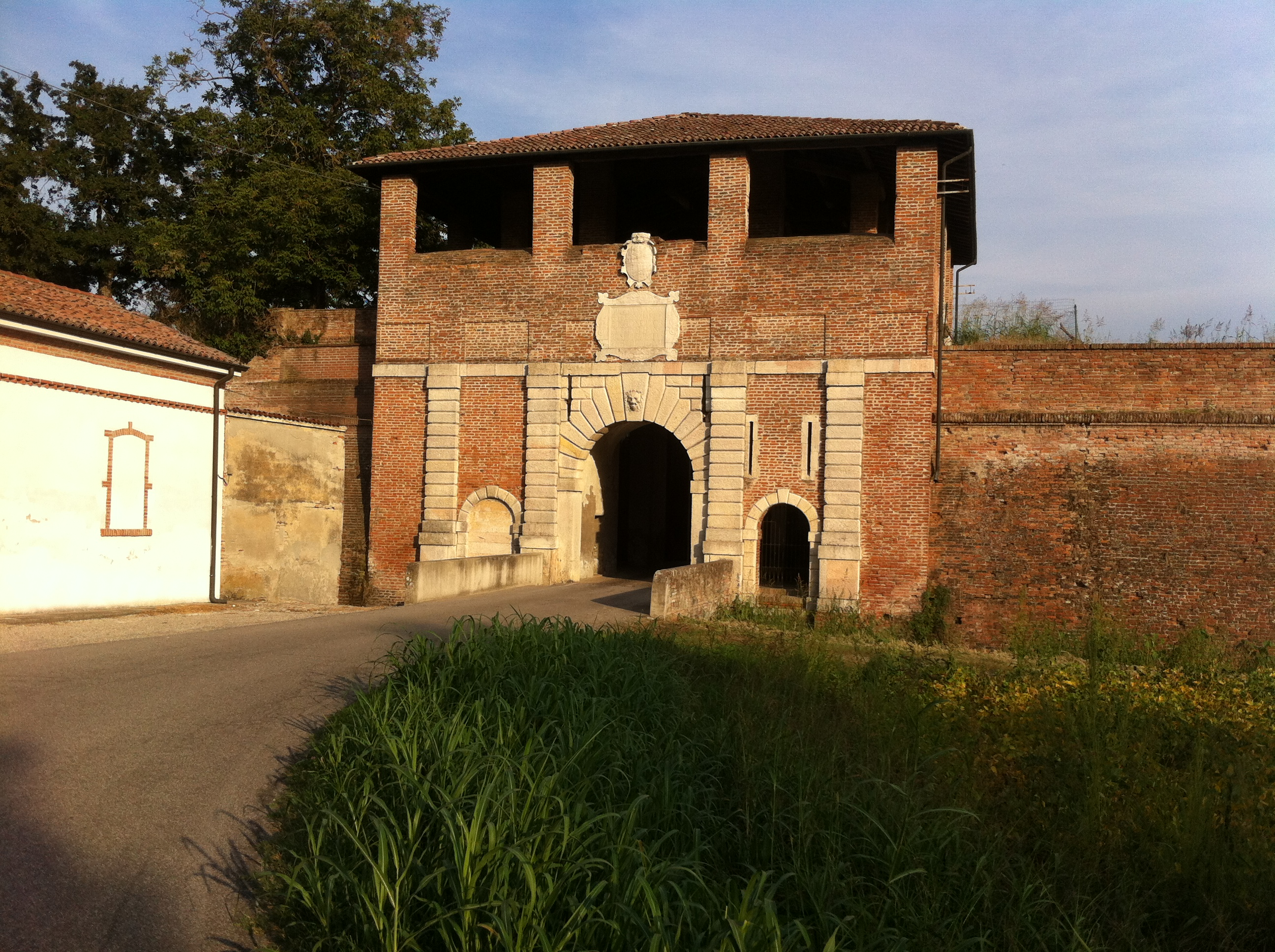
Porta della Vittoria.
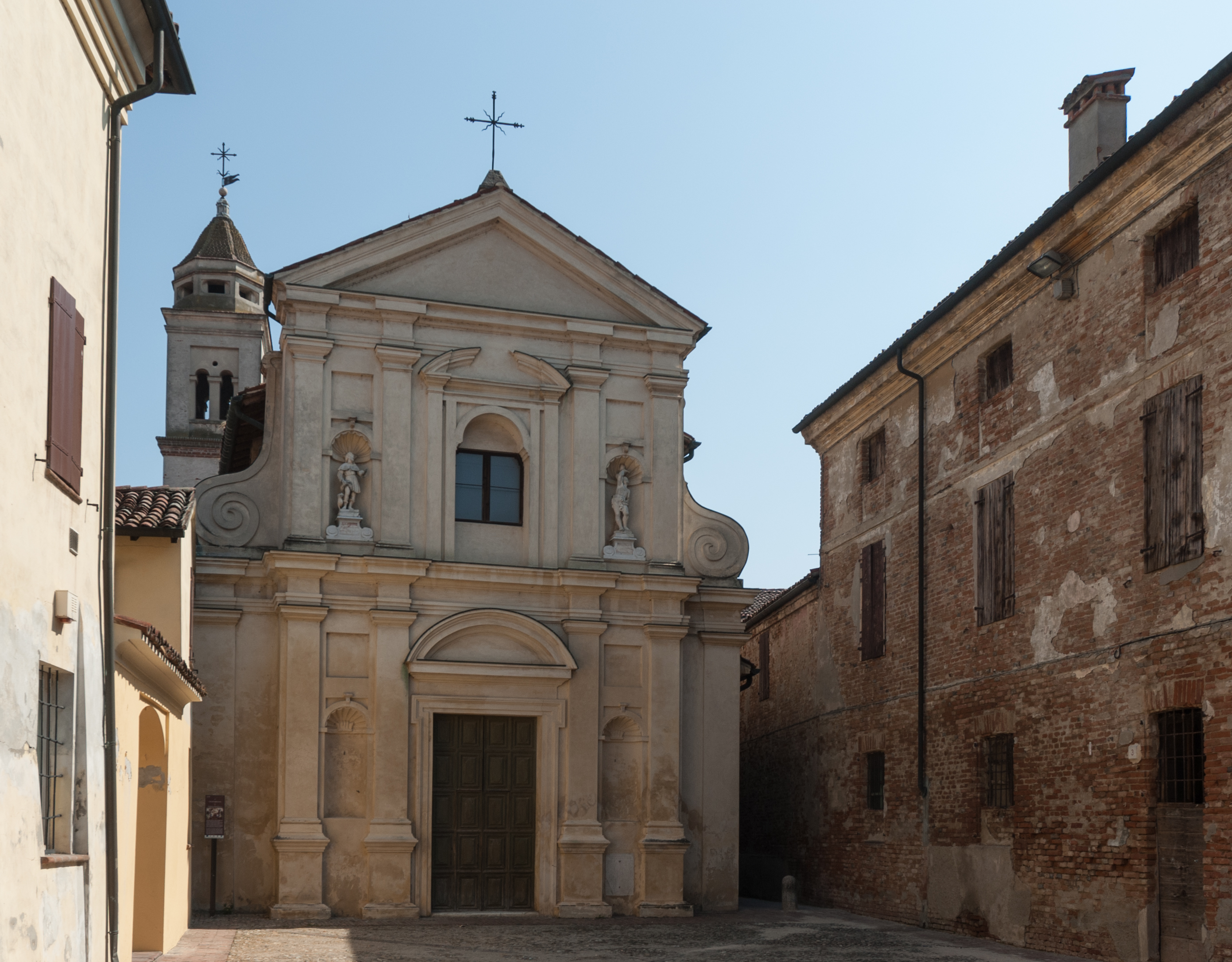
Chiesa di San Rocco.
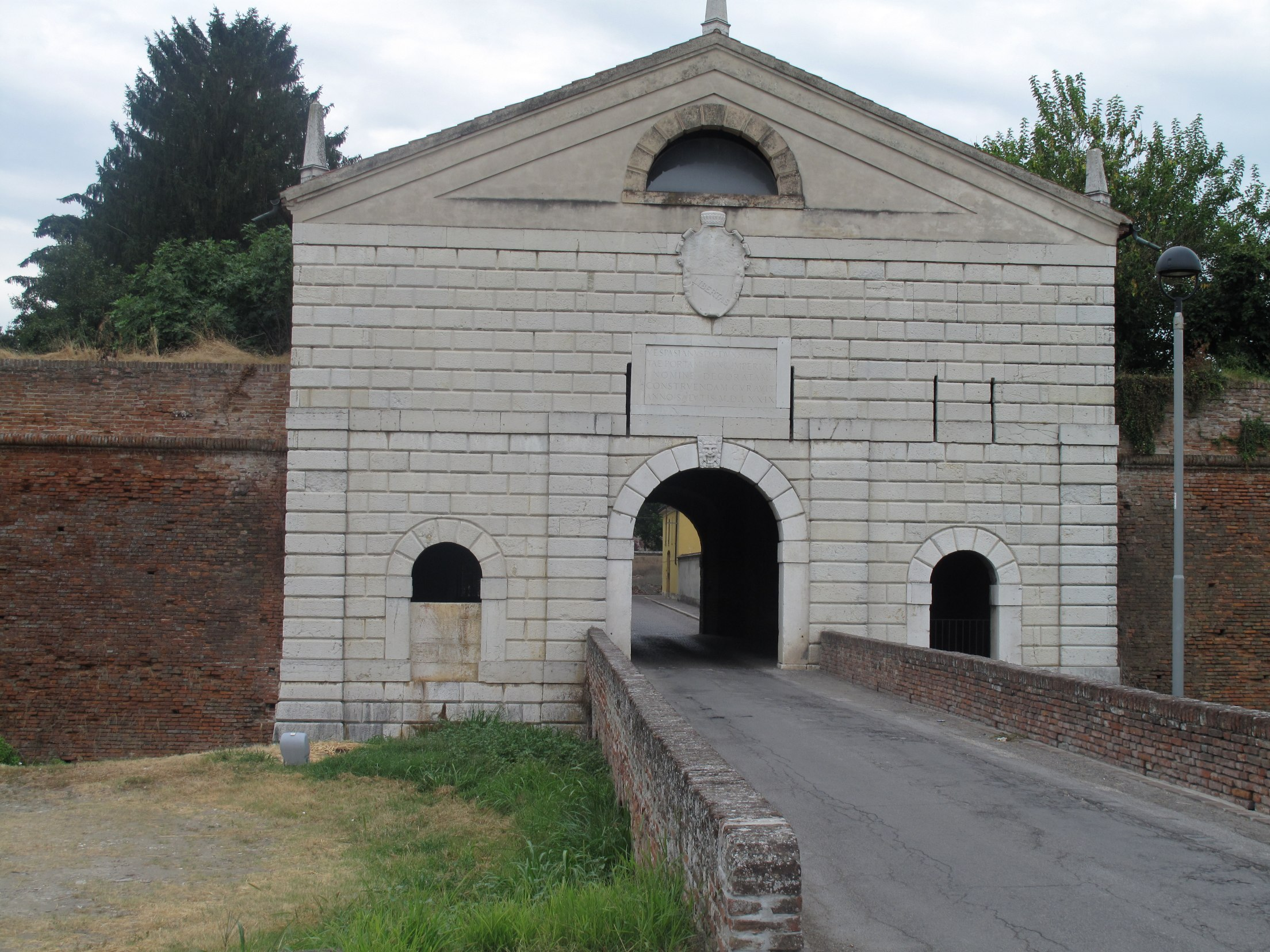
Porta Imperiale.
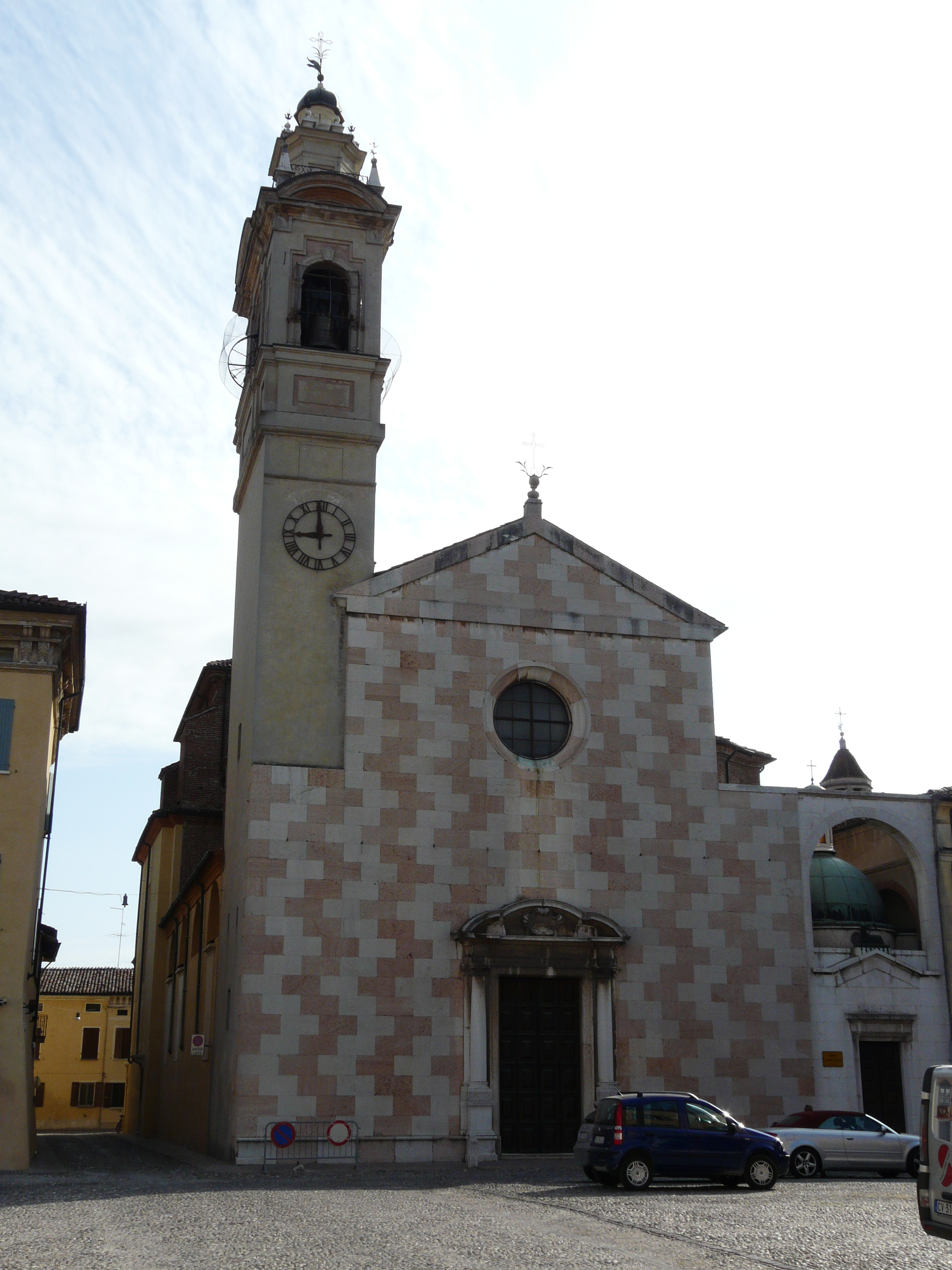
Santa Maria Assunta.
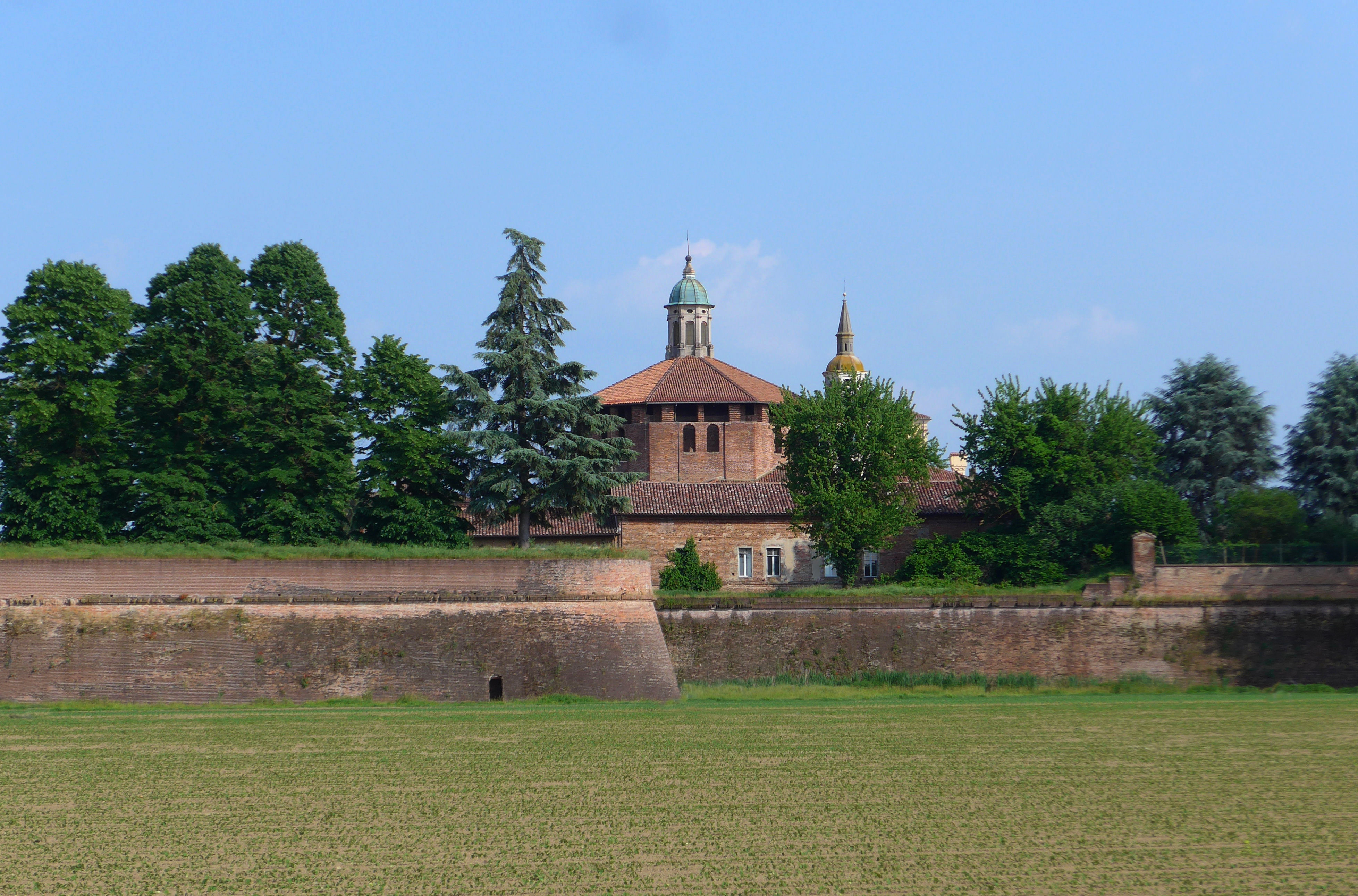
Sabbioneta.

## Galerie de photos

Sabbioneta photographiée par Paolo Monti, 1965
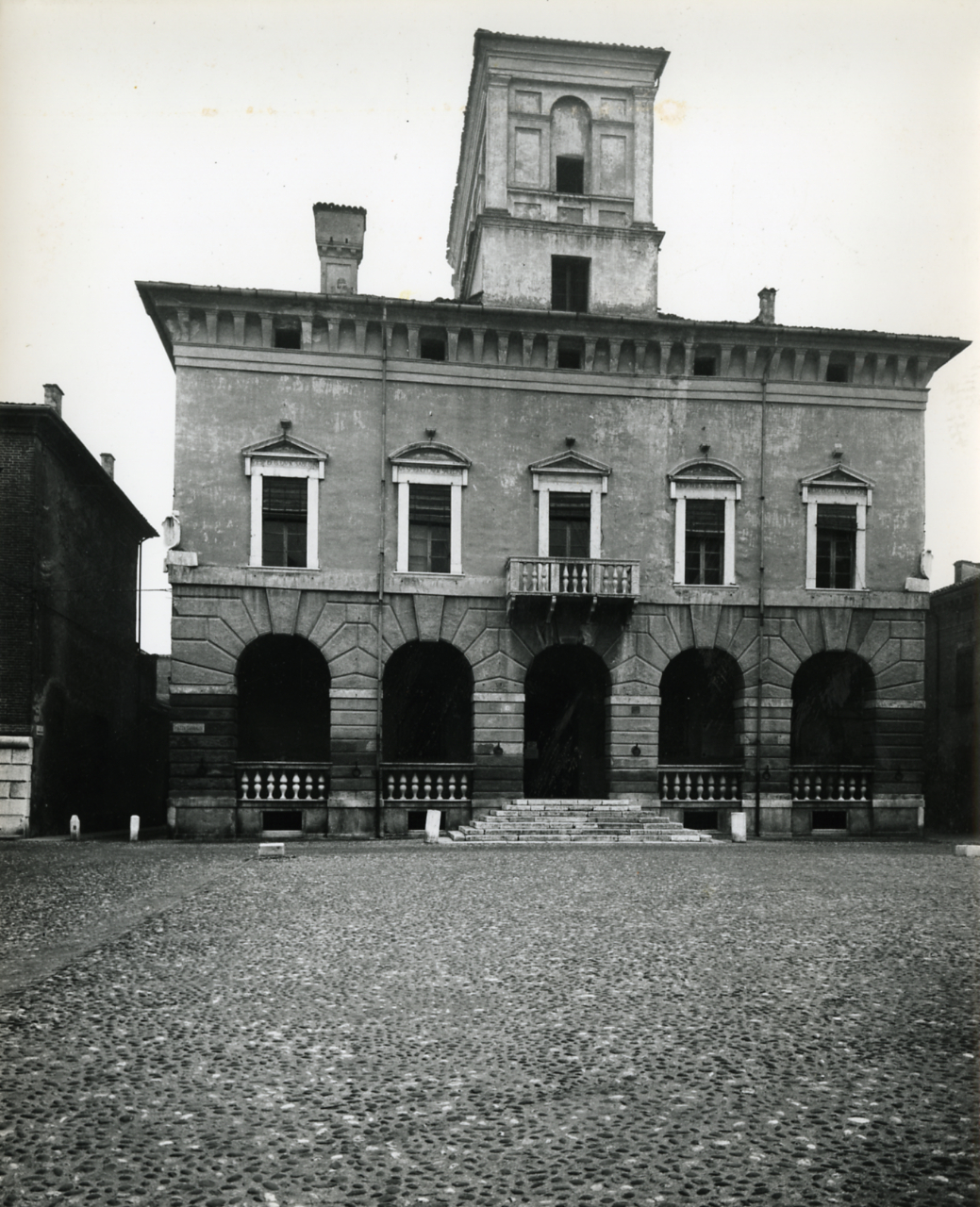
Palazzo Ducale
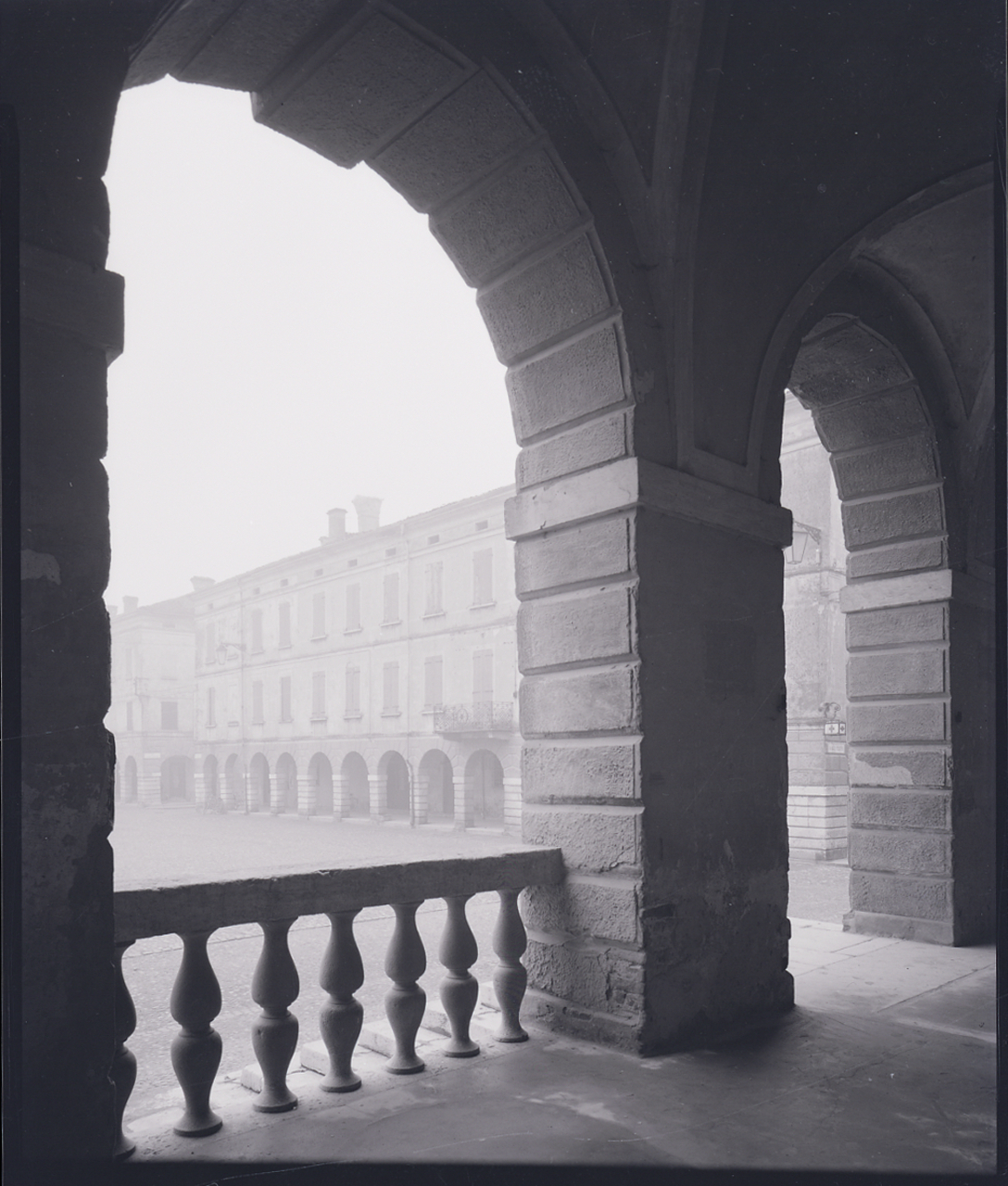
Vue de Piazza Ducale
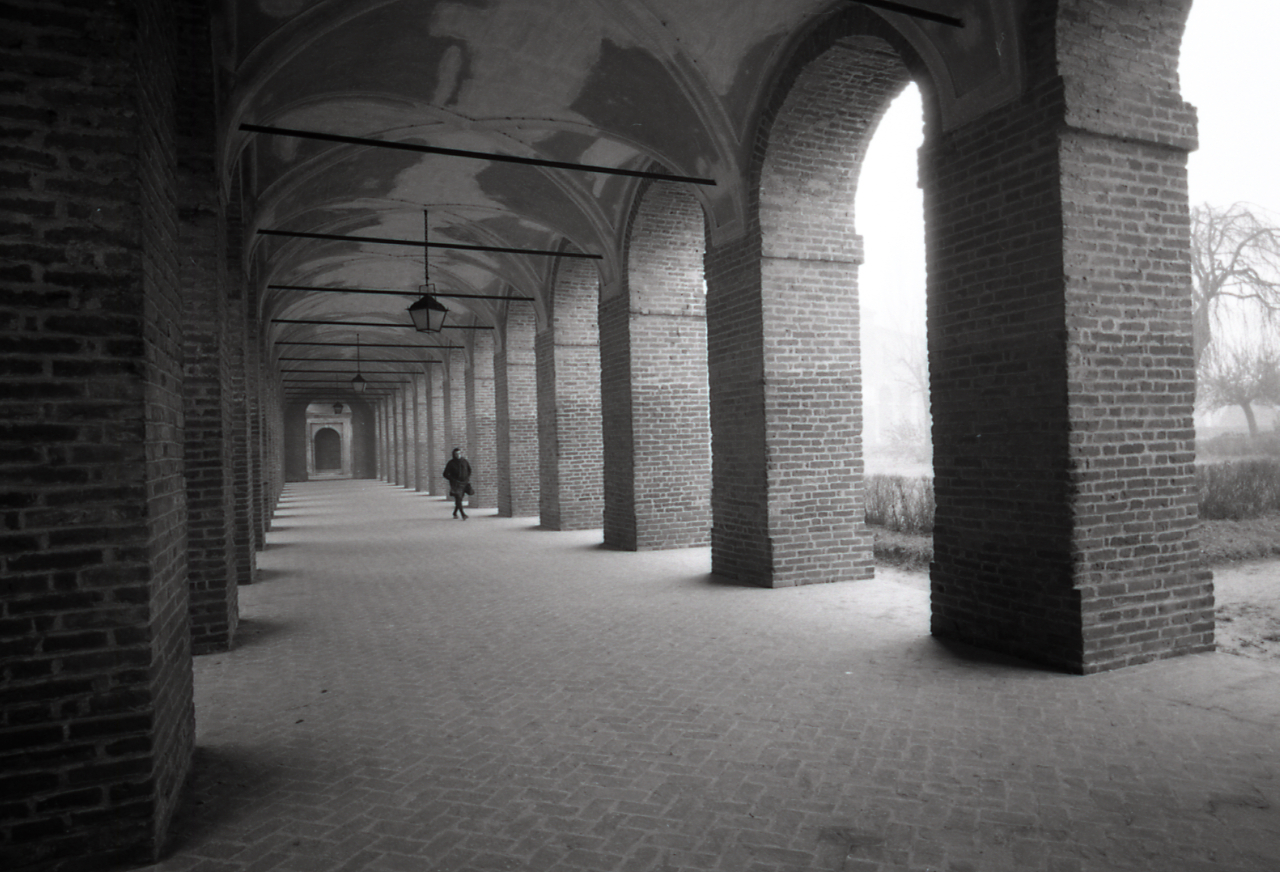
Galleria degli Antichi / Corridor Grande
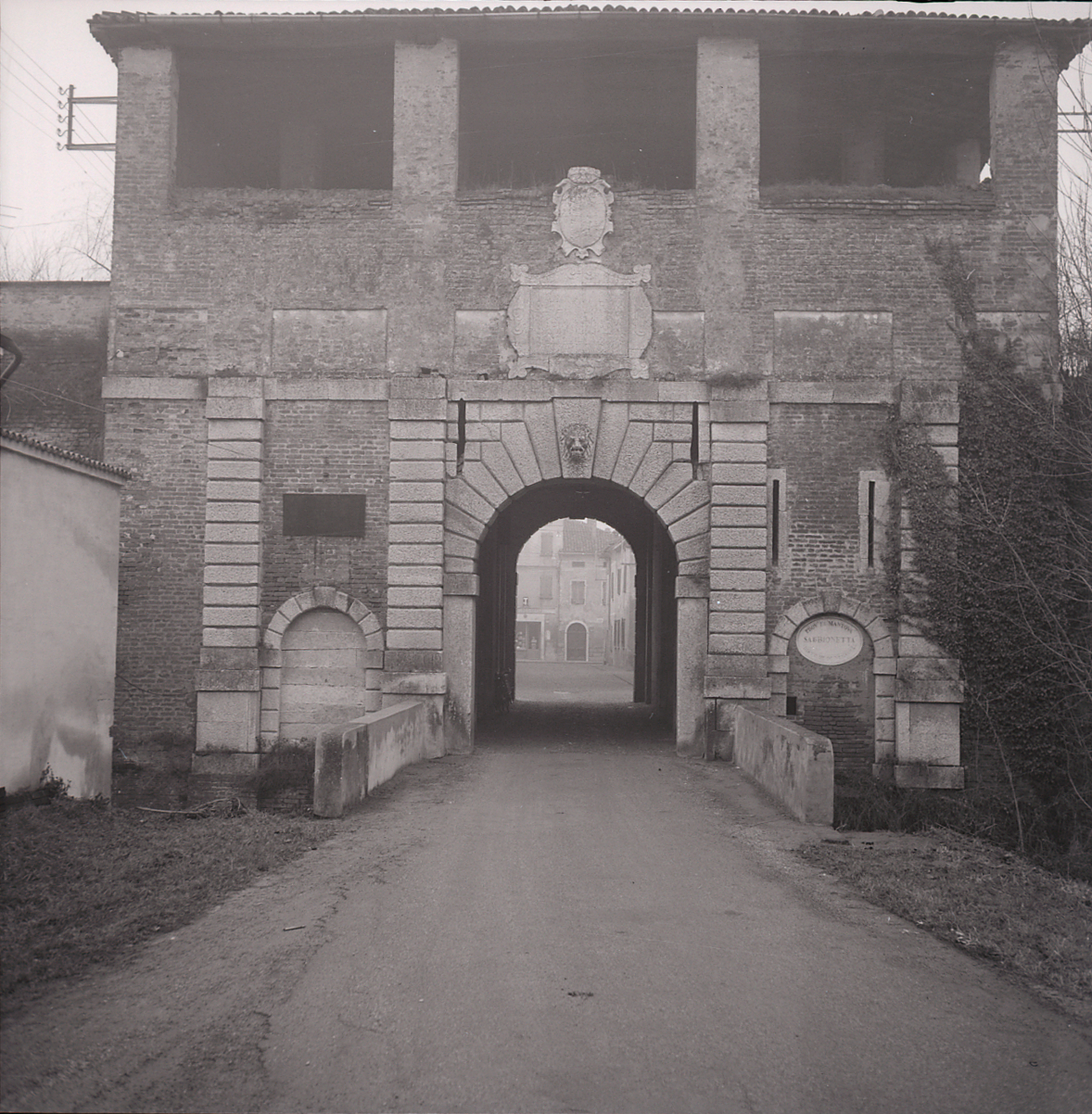
Porta Vittoria